# Vaux-sur-Lunain
Vaux-sur-Lunain település Franciaországban, Seine-et-Marne megyében. Lakosainak száma 232 fő (2022. január 1.). Vaux-sur-Lunain Chevry-en-Sereine, Blennes, Lorrez-le-Bocage-Préaux, Villebéon, Chéroy és Jouy községekkel határos.

## Népesség
A település népessége az elmúlt években az alábbi módon változott:
| Lakosok száma | 204  | 211  | 221  | 226  | 228  | 232  | 237  | 234  | 232  |
|               | 2013 | 2015 | 2016 | 2017 | 2018 | 2019 | 2020 | 2021 | 2022 |